# Tomáš Raszka
Tomáš Raszka (* 1971) ist ein ehemaliger tschechoslowakischer Skispringer.
Seinen ersten internationalen Erfolg erzielte Raszka bei der Junioren-Weltmeisterschaft 1988 in Saalfelden, wo er mit dem Team die Bronzemedaille hinter den Teams aus Österreich und Norwegen gewann. Zwei Jahre später gewann er bei der Junioren-Weltmeisterschaft in Štrbské Pleso die Bronzemedaille im Einzel. Am 31. Dezember 1990 gab er in Oberstdorf sein Debüt im Skisprung-Weltcup. Sein bestes Ergebnis erreichte er am 15. Dezember 1991 in Sapporo mit dem 27. Platz. In der Saison begann er neben dem Weltcup auch mit dem Springen im Skisprung-Continental-Cup, wo er in der Saison 1991/92 mit 44 Punkten den 14. Platz in der Gesamtwertung erreichte. 1992 beendete er seine aktive Skisprungkarriere.
Nach seiner aktiven Karriere betätigte sich Raszka aktiv beim Masters-Skispringen, der Serie für ehemalige Skispringer. Dabei konnte er mit dem tschechischen Team 2002 in Harrachov den 4. Platz bei der Weltmeisterschaft erreichen.